# Hitoshi Morishita (fotbollsspelare född 1967)
Hitoshi Morishita (森下 仁之 Morishita Hitoshi?), född 9 december 1967 i Shizuoka prefektur, är en japansk före detta fotbollsspelare och tränare.
Morishita började sin karriär 1987 i PJM Futures (Tosu Futures). Han avslutade karriären 1996. Efter sin karriären verkar Morishita som tränare och har tränat Zweigen Kanazawa och Giravanz Kitakyushu